# 신혁 (작곡가)
신혁(음력 1985년 6월 5일~ )은 대한민국의 작곡가 겸 음악 프로듀서이자 솔로 가수이다. 2004년 1집 앨범 "Soar"를 발표한 후 미국으로 건너가 명문 버클리 음악 대학을 다녔으며, 2009년 미국의 유명 솔로 가수 저스틴 비버의 싱글 "원 레스 론리 걸"의 작곡가이자 프로듀서로 빌보드 핫 100차트 16위에 올랐다. 2011년 줌바스 뮤직 그룹을 설립, 케이팝 시장은 물론 아시안 전역의 모든 음반 차트 선두를 달리는 히트 곡들을 만든 뮤직 프로덕션 팀 "줌바스 뮤직 팩토리"의 수장으로도 활약하고 있다. 대표 곡으로는 EXO의 "으르렁", 샤이니의 "Dream Girl", 소녀시대의 "낭만길(Romantic St.)", 틴탑의 "수퍼 러브" 등이 있다.

## 경력

### 초기
신혁은 2004년 초반 1집 앨범 "Soar"를 발매, 싱어송라이터로써 처음 데뷔하였으며, 타이틀곡 "로보트"는 작곡가 김형석이 작곡하고 시인 원태연이 작사를 맡았다. 20살에 그는 미국 보스턴으로 건너가 버클리 음악 대학 작곡과를 다니기 시작했는데, 그가 초등학교 때부터 가지고 있었던 빌보드 차트에 진출하는 꿈을 이루기 위해서였다. 2012년 한국의 음원 판매 웹사이트/애플리케이션인 '멜론'과 이루어진 단독 인터뷰에서, 그는 당시 여러 "유혹을 뿌리치고 미국 유학 길에 올라 자신만의 음악적 담금질을 위한 시간을 가졌던 것이 자신이 한 선택 중 가장 옳은 결정이었다"고 밝혔다.

### A-Rex 프로덕션
송라이터 션 해밀턴과 팀을 이룬 신혁은 "A-Rex"라는 음악 프로덕션 듀오를 결성하였다. 그들은 2009년 10월 24일자로 저스틴 비버의 "원 레스 론리 걸" 이 Billboard Hot 100 차트에 16위로 데뷔할 때까지 4년동안 함께 일했다. 그 곡은 발매 첫 주 113,000장 다운로드와 브리트니 스피어스의 싱글 "3"을 위로 하고 그 주 등장한 음반 중 2번째로 높은 기록을 달성했다. 또한, 2011년 2월 자로, 이 곡은 미국에서만 1,025,000 장의 디지털 음원을 판매한 것으로 기록되었으며, 해당 곡이 수록된 앨범 [My World]는 2009년 빌보드 앨범 차트에 1위를 기록하였다. 그는 멜론과의 인터뷰에서, 이러한 성공을 기다리던 당시 4년이란 시간이 그의 삶에서 가장 힘들었던 시간이라고 밝혔다. A-Rex는 타이니샤 켈리의 "Right Here Waiting" , 그리고 틴탑의 "Supa Luv" 도 작곡하였으며, "Supa Luv"는 후에 리믹스 되어 다니엘 반즈가 감독하고 바네사 허친스와 알렉스 패티퍼가 출연한 할리우드 영화 "Beastly"에 수록되었다.

### 줌바스 뮤직 그룹
그는 2012년 할리우드, 뉴욕과 서울에 자신의 레이블 줌바스 뮤직 그룹을 설립하고 에픽 레코즈의 L.A. Reid, SM 엔터테인먼트와 파트너쉽을 맺었다. 그때부터 그는 자신의 음악 프로덕션 팀인 "줌바스 뮤직 팩토리"를 이끌며 케이팝 시장과 좀 더 가깝게 일하기 시작했다. 2012년 그들은 엑소의 "너의 세상으로(Angel)"과 걸 그룹 피에스타의 "We Don't Stop" 을 작곡하였다. 당시 "너의 세상으로(Angel)"가 수록된 엑소의 데뷔 앨범 MAMA는 한국과 중국에서 각각 엑소-K, 엑소-M의 버전으로 다르게 발매되었는데, 엑소-K는 가온차트에서 1위를, 엑소-M은 중국 내의 음반 차트인 시나 차트에서 1위를 기록하여 일찌감치 주목을 받았다. 그리고 2013년, 줌바스 뮤직 팩토리는 케이팝 시장에서 본격적인 성공을 거두게 되는데, 소녀시대의 "Romantic St.", 샤이니의 "Dream Girl", 빅스의 "Light Me Up" 과 "대.다.나.다.너." 100%의 "Want U Back", 에프엑스의 "Pretty Girl", 그리고 2013년 하반기 메가 히트 송인 엑소의 "으르렁" 을 작곡하였다. "으르렁" 은 빌보드 케이팝 차트 3위, 그리고 가온차트 싱글 차트에서 2위를 기록하였다. 그 후에도 "으르렁"은 한국의 대부분의 음원 차트에서 1위를 휩쓸었고, 흐름이 빠른 한국 음원 시장에서 3주 동안 5위권 내에 머물러 있었다. 또한 "으르렁"은 엑소의 데뷔 이래 가장 최고의 히트곡으로, 활동 기간 동안 한국의 모든 음악 프로그램에서 총 14개의 1위 수상 트로피를 거머쥐었다. 신혁과 줌바스 뮤직 팩토리는 그 전에도 엑소의 곡 "Don't Go" 와 "Black Pearl"를 작곡한 바 있다. 

또한 신혁은 줌바스 뮤직 그룹의 온라인 채널인 "줌바스 티비"내의 인터뷰 시리즈 "줌바스 인터뷰"의 호스트로, 주로 팝송 작곡가, 프로듀서 혹은 음반 산업내의 전문가들을 인터뷰하고 있다. 현재까지 마케스 휴스턴, 엘라이자 블레이크, 라스, 매트 무스토 등이 초대손님으로 등장하였다.

## 음반 목록
| 연도 | 가수          | 앨범                                             | 사항                                                               | 차트/수상 |
| ---- | ------------- | ------------------------------------------------ | ------------------------------------------------------------------ | --- |
| 2009 | 저스틴 비버   | My World                                         | 공동 작곡가, 프로듀서 ("원 레스 론리 걸")                          | 미국 음반 협회 공식 플래티넘 빌보드 앨범 차트 1위 빌보드 핫 100 차트 16위 |
| 2010 | 타이니샤 켈리 | The 5th Element                                  | 공동 작곡가, 프로듀서 ("Right Here Waiting")                       | 일본 아이튠즈 차트 2위 |
| 2011 | 틴탑          | Transform                                        | 공동 작곡가, 프로듀서 ("Supa Luv")                                 | |
| 2011 | 틴탑          | A-Rex Remix, 영화 "Beastly" 오리지널 사운드 트랙 | 공동 작곡가, 프로듀서 ("Supa Luv")                                 | |
| 2012 | EXO           | Mama                                             | 공동 작곡가, 프로듀서 ("너의 세상으로(Angel)")                     | 중국 시나 차트 1위 |
| 2012 | 피에스타      | We Don't Stop                                    | 공동 작곡가, 프로듀서 (We Don't Stop)                              | 가온차트 21위 |
| 2013 | 소녀시대      | 아이 갓 어 보이                                  | 공동 작곡가, 프로듀서 ("Romantic St.")                             | 한국, 대만, 홍콩, 싱가포르, 미국, 필리핀에서 앨범 차트 1위 일본 오리콘 주별 앨범 차트 7위                                                                                            |
| 2013 | 샤이니        | Dream Girl – The Misconceptions of You           | 공동 프로듀서 ("Dream Girl")                                       | 가온 차트 1위, 빌보드 월드 앨범 차트 2위 빌보드 케이팝 차트 3위 빌보드 히트씨커 차트 5위 일본 오리콘 차트 10위                                                                       |
| 2013 | 빅스          | Hyde                                             | 공동 작곡가, 프로듀서("Light Me Up")                               | 빌보드 월드 앨범 차트 7위 |
| 2013 | 100%          | Real 100%                                        | 공동 작곡가, 프로듀서("Want U Back")                               | 가온차트 6위 |
| 2013 | 빅스          | Jekyll                                           | 공동 작곡가, 프로듀서("대.다.나.다.너.")                           | 벅스, 소리바다, 네이버 뮤직 1위, 가온차트 3위, 빌보드 케이팝 차트 13위, |
| 2013 | EXO           | XOXO (KISS＆HUG)                                 | 공동 작곡가, 프로듀서 ("Don't Go")                                 | 빌보드 월드 앨범 차트 1위 한국 가온차트, 한터 차트 1위, 일본 오리콘 차트 1위 빌보드 히트씨커 차트 23위                                                                               |
| 2013 | EXO           | XOXO (KISS＆HUG)                                 | 공동 작곡가, 프로듀서 ("Black Pearl")                              | 빌보드 월드 앨범 차트 1위 한국 가온차트, 한터 차트 1위, 일본 오리콘 차트 1위 빌보드 히트씨커 차트 23위                                                                               |
| 2013 | f(x)          | Pink Tape                                        | 공동 작곡가, 프로듀서 ("Pretty Girl")                              | 빌보드 월드 앨범 차트 1위 한국 가온차트, 한터 차트 1위 |
| 2013 | EXO           | XOXO 리패키지 앨범                               | 공동 작곡가, 프로듀서 ("으르렁")                                   | 빌보드 월드 앨범 차트 1위 No. 가온 차트 1위 No. 벅스, 멜론, 엠넷, 소리바다, 다음, 멍키3, 올레뮤직, 네이버 뮤직 차트 1위 No. 빌보드 케이팝 차트 3위 - 현재까지 앨범 1,046,000 장 판매 |
| 2013 | 빅스          | Voodoo                                           | 공동 작곡가, 프로듀서 ("저주인형")                                 | 벅스, 소리바다 1위 한국 가온차트, 한터 차트 1위 |
| 2013 | 빅스          | Voodoo                                           | 공동 작곡가, 프로듀서 ("Say U Say Me")                             | 한국 가온차트, 한터차트 1위 |
| 2013 | 히스토리      | Blue Spring                                      | 공동 작곡가, 프로듀서 ("Hello")                                    | |
| 2014 | TVXQ          | Spellbound(수리수리)                             | 공동 작곡가, 프로듀서 ("Heaven's Day")                             | 한국 가온차트 2위 |
| 2014 | 빅스          | ETERNITY                                         | 공동 작곡가, 프로듀서 ("기적")                                     | |
| 2014 | 유니크        | Falling In Love                                  | 공동 작곡가, 프로듀서 ("Falling In Love", "Born To Fight")         | |
| 2014 | 핫샷          | Take A Shot                                      | 공동 작곡가, 프로듀서 ("Take A Shot")                              | |
| 2015 | 오마이걸      | OH MY GIRL                                       | 공동 작곡가, 프로듀서 ("CUPID")                                    | |
| 2015 | 유니크        | EOEO                                             | 공동 작곡가, 프로듀서 ("EOEO", "Falling In Love", "Born To Fight") | |
| 2015 | 핫샷          | Am I Hotshot?                                    | 공동 작곡가, 프로듀서 ("Watch out", "Take a shot")                 | |
| 2015 | 핫샷          | I'm a HOTSHOT                                    | 공동 작곡가, 프로듀서 ("Watch out", "Take a shot")                 | |
| 2015 | Super Junior  | Devil                                            | 프로듀서 ("Simply Beautiful")                                      | |
| 2015 | 업텐션        | Top Secret                                       | 공동 작곡가, 프로듀서 ("위험해")                                   | |
| 2015 | 태연          | I - The 1st Mini Album                           | 공동 작곡가, 프로듀서 ("스트레스 (Stress)")                        | |
| 2017 | NCT 127       | NCT #127 CHERRY BOMB - The 3rd Mini Album        | 공동 작곡가 ("Summer 127")                                         | |